# Indite
L'indite est un minéral de sulfure d'indium et de fer extrêmement rare, trouvé en Sibérie. Sa formule chimique est FeIn2S4. Elle fait partie du groupe de la linnaéite et son symbole IMA est Idt.
Elle succède à la cassitérite dans les gisements hydrothermaux et s'associe à la dzhalindite, à la cassitérite et au quartz. Elle a été décrite pour la première fois en 1963 pour une occurrence dans le gisement d'étain de Dzhalinda, dans la chaîne du Petit Khingan, dans le kraï de Khabarovsk dans l'Extrême-Orient russe.